# Người thành phố
Người thành phố là một bộ phim điện ảnh truyền hình thực hiện bởi Trung tâm Phim truyền hình Việt Nam, Đài Truyền hình Việt Nam do Khải Hưng làm đạo diễn. Phim được chuyển thể từ truyện ngắn cùng tên của nhà văn Dũng Hà, sản xuất năm 1982 và phát sóng lần đầu vào năm 1983.
Tại thời điểm ra mắt, Người thành phố được coi là bộ phim truyện trên băng từ, phim truyền hình sản xuất và phát sóng đầu tiên của Việt Nam.

## Nội dung
Người thành phố xoay quanh câu chuyện về một anh bộ đội ở chiến trường đang nghỉ phép về Hà Nội và bị lạc. Có một cô gái sống tại đây sau đó đã dẫn anh đi thăm tất cả các phố phường, khiến anh nhận ra cuộc chiến đấu mà mình đang tham gia không phải là vô ích mà là giữ bình yên cho rất nhiều người...

## Diễn viên
- Quốc Trị trong vai Anh bộ đội[4]
- Quế Hằng trong vai Cô gái[4]

## Sản xuất
Từ năm 1982, Khải Hưng đã được Tổng biên tập Đài Truyền hình Việt Nam, khi ấy là ông Nguyễn Văn Hán, giao nhiệm vụ làm một bộ phim truyền hình để phát sóng vào đêm giao thừa. Nội dung của phim dựa trên truyện ngắn cùng tên của nhà văn Dũng Hà, đăng lần đầu trên tạp chí Văn nghệ Quân đội những năm thập niên 70.  Là bài tập tốt nghiệp khóa 1 khoa Đạo diễn tại Trường Đại học Sân khấu - Điện ảnh Hà Nội của Khải Hưng, ông cùng những đồng nghiệp khác đã gặp nhiều khó khăn thực hiện bộ phim vì khi ấy khái niệm phim truyền hình chưa được biết đến nhiều, cũng như những thiếu thốn trong vật tư kỹ thuật. Nhân sự làm phim lúc đó chỉ có ba người, trong đó có Bùi Huy Thuần chịu trách nhiệm quay phim, với máy quay được dùng của Liên Hợp Quốc khi giao cho Công ty Nghe nhìn Việt Nam (tiền thân Trung tâm Phim truyền hình Việt Nam ngày nay) để làm dân số kế hoạch. Khâu lồng tiếng cũng sơ sài vì chỉ có một micro duy nhất, vì thế trong một phân cảnh phải có nhiều người cùng thu âm, mỗi người đến nói lượt lời rồi lùi ra.

## Phát sóng
Sau khi hoàn thành, bộ phim được đưa cho Chủ nhiệm Ủy ban Phát thanh Truyền hình Việt Nam, ông Trần Lâm, cùng ông Nguyễn Văn Hán để xem và duyệt phim ra trước công chúng. Bộ phim đã ấn định sẽ phát sóng vào đêm giao thừa năm 1983 trên sóng truyền hình VTV.

## Đón nhận và di sản
Được xem là bộ phim truyện truyền hình Việt Nam đầu tiên sản xuất và phát sóng, Người thành phố sau khi ra mắt đã có được sự đón nhận của khán giả, đồng thời đánh dấu cho sự ra đời của loại hình làm phim mới tại thời điểm. Đây cũng là bộ phim đầu tiên của Việt Nam sản xuất trên chất liệu băng từ, kéo theo các tác phẩm truyền hình sản xuất những năm sau đó làm trên chất liệu tương tự giành được nhiều giải thưởng trong nước cũng như quốc tế.
Vào năm 2020, bộ phim đã được đề cập đến trong chương trình Quán thanh xuân số tháng 7 với chủ đề "Về nhà xem phim", phát sóng trên kênh VTV1. Theo đó, Khải Hưng tham gia với vai trò khách mời và tường thuật lại chi tiết về quá trình sản xuất, phát sóng bộ phim.